# Aezione
Aezione o Ezione (in greco antico: Ἀετίων?, Aetìon; fl. IV secolo a.C.) è stato un pittore greco antico, forse di origine ionica, formatosi alla scuola attico-tebana e vissuto all'epoca di Alessandro Magno, ricordato da talune fonti antiche anche come scultore.

## Biografia e opere

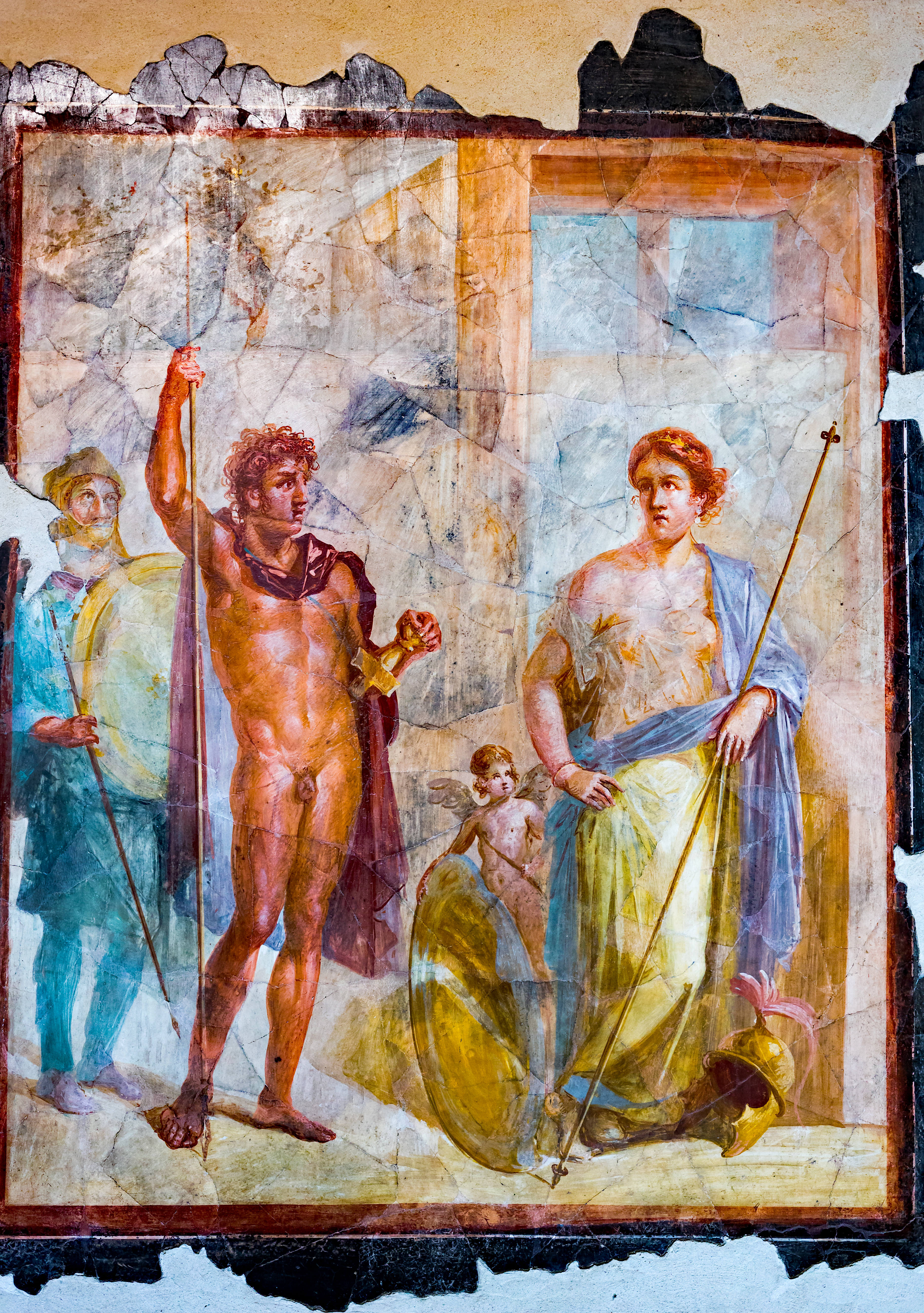
Matrimonio di Alessandro, affresco romano all'Antiquarium di Pompei, da taluni ritenuto possibile copia delle Nozze di Alessandro e Rossane di Ezione.

Plinio pone il floruit di Aezione tra il 352 e il 349 a.C. (Nat. hist., XXXV, 78), ma la data deve essere abbassata; è sempre Plinio inoltre che ci fornisce i titoli di alcuni suoi dipinti. Luciano di Samosata fornisce invece la descrizione di una delle sue opere, le Nozze di Alessandro e Rossane del 327 a.C., raffigurante lo sposalizio tra Alessandro Magno e Rossane, allegoria dell'incontro tra oriente e occidente, che egli ebbe modo di vedere in Italia. È considerato uno dei primi dipinti dell’antichità ad applicare le regole della prospettiva. Luciano riferisce che quest'opera ebbe un tale successo che, esposta ai Giochi Olimpici, il giudice Proxenidas diede la propria figlia in moglie all'artista. Il motivo del thiasos di amorini venne frequentemente ripreso dalla pittura ellenistica. È possibile che quest'opera tarda fosse una riproposizione dello schema già utilizzato per l'opera precedente riguardante le nozze di Semiramide.
Un affresco rinvenuto a Pompei è ritenuto una possibile copia del dipinto dell'artista greco.
Una ripresa iconografica dell'opera di Aezione è stata vista nell'affresco delle Nozze Aldobrandini della Biblioteca Apostolica Vaticana, ritenendolo copia romana di un dipinto ateniese raffigurante le nozze tra Demetrio I Poliorcete e la sorella di Cassandro I, avvenute nel 320 a.C. Dallo stesso archetipo si è ipotizzato poter derivare l'affresco trovato nei pressi della Casa di Fabius Rufus a Pompei, soprattutto per quanto riguarda la figura della sposa, assimilabile anche formalmente alla personificazione della commedia rinvenuta in un gruppo scultoreo a Thasos, il quale rimanderebbe a sua volta al soggetto di un dipinto di Aezione ricordato da Plinio nel passo già ricordato.

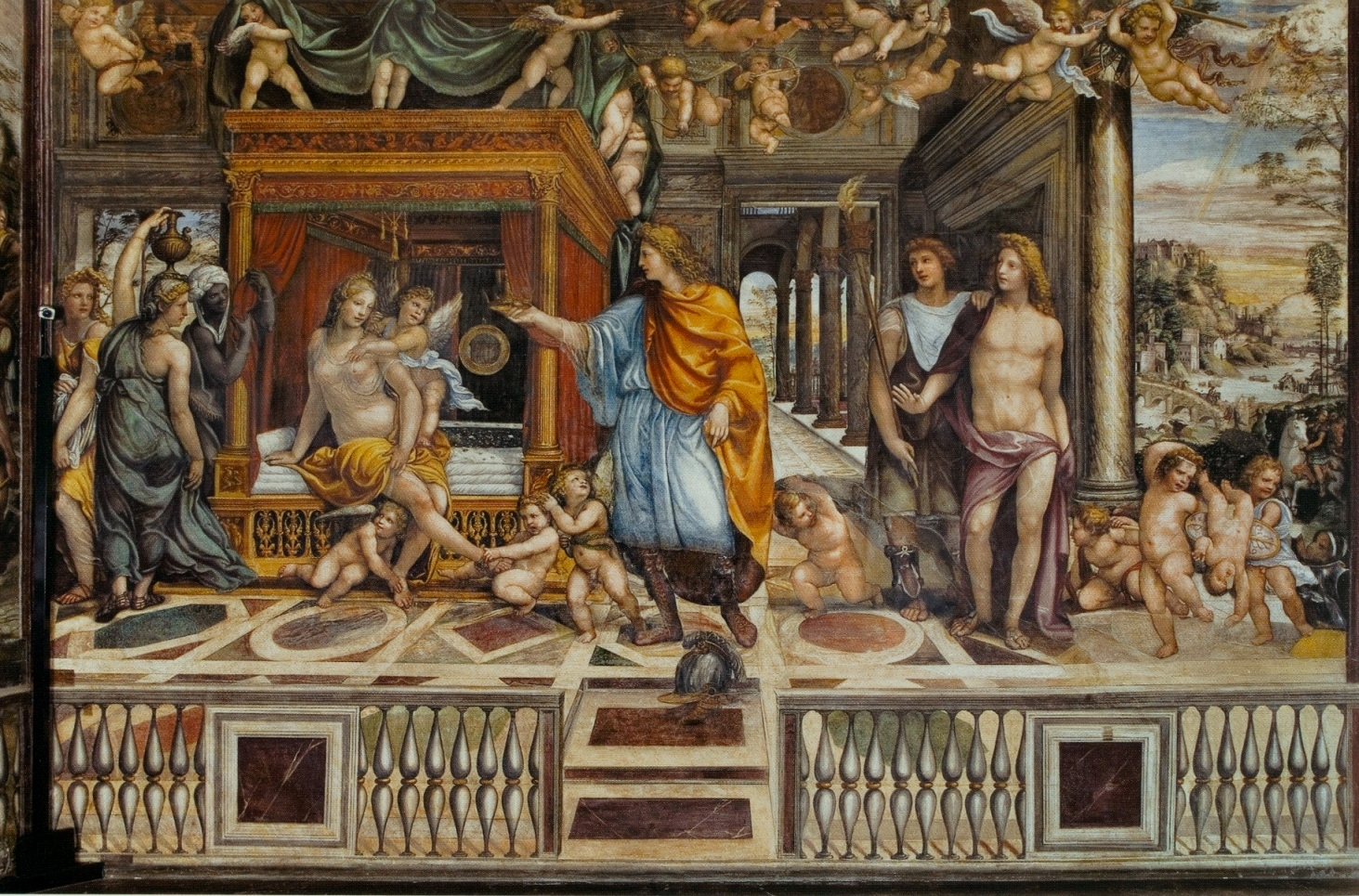
Nozze di Alessandro e Rossane (1517 circa) del Sodoma.

In epoca rinascimentale, Il Sodoma dipinse un affresco nella Villa Farnesina, con lo stesso soggetto, ispirandosi alla descrizione dell'opera da parte di Luciano di Samosata nell'Erodoto.